# Peter Leitner
Peter Leitner (Oberstdorf, 5 gennaio 1956) è un ex saltatore con gli sci tedesco occidentale.

## Biografia
Debuttò in campo internazionale in occasione della tappa del Torneo dei quattro trampolini di Oberstdorf del 30 dicembre 1975 (63°). In Coppa del Mondo esordì il 30 dicembre 1979 a Oberstdorf (47°) e ottenne l'unico podio il 24 marzo 1980 a Štrbské Pleso (2°).
In carriera prese parte a un'edizione dei Giochi olimpici invernali, Lake Placid 1980 (19° nel trampolino normale, 18° nel trampolino lungo).

## Palmarès

### Coppa del Mondo
- Miglior piazzamento in classifica generale: 24º nel 1980
- 1 podo (individuale):
  - 1 secondo posto